# 브리간틴

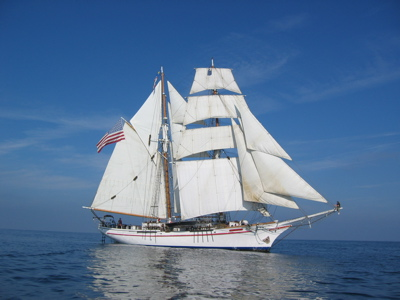
브리간틴 범선

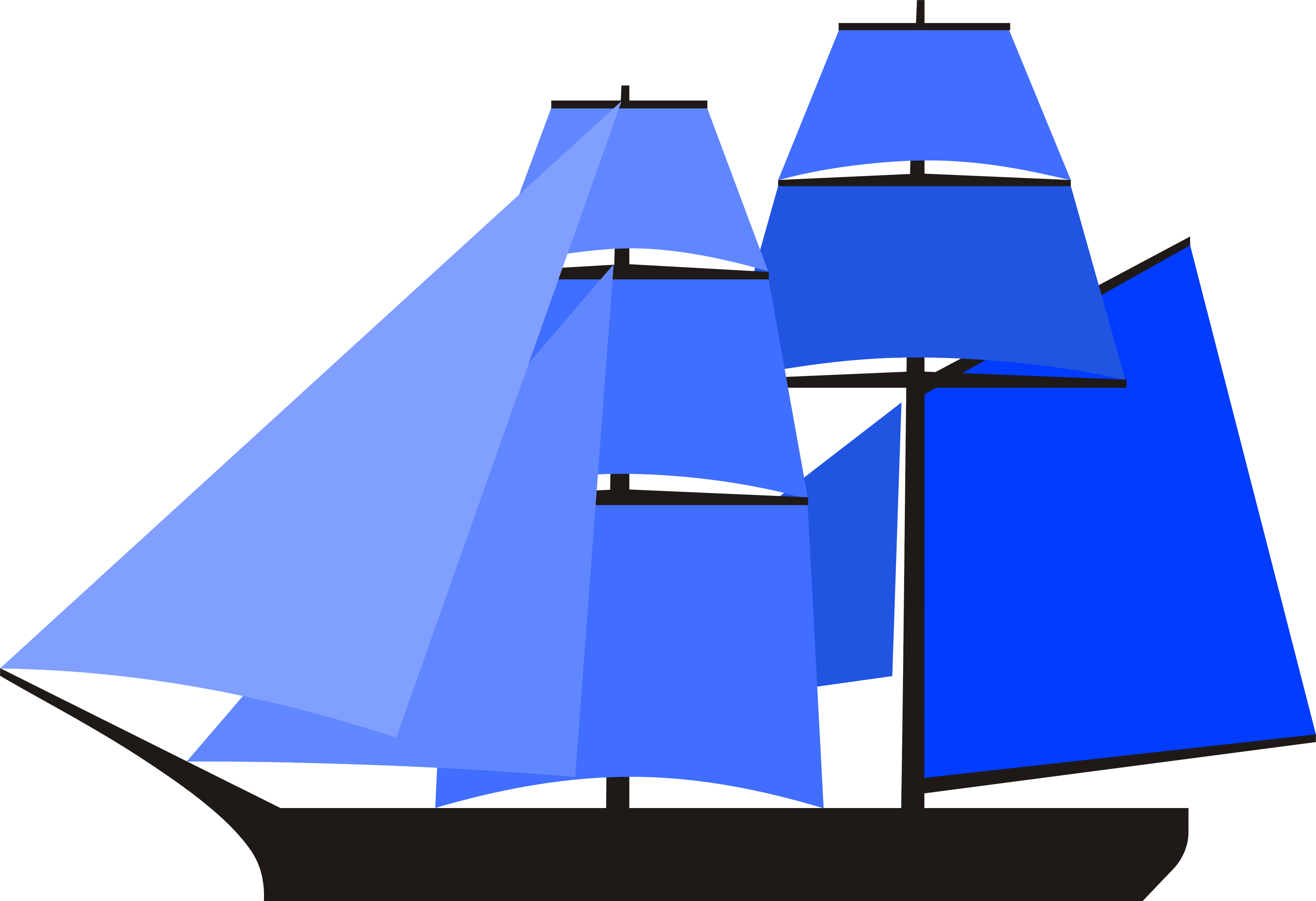
브리간틴의 범장도

브리간틴(brigantine)은 돛대가 두 개이고 그중 앞 돛대는 가로돛, 뒷 돛대는 세로돛을 단 범선이다.